# Pieriewołockij
Pieriewołockij (ros. Переволоцкий) – osiedle w Rosji, w obwodzie orenburskim, ośrodek administracyjny rejonu pieriewołockiego. W 2010 liczyło 9598 mieszkańców.